# Mathis Vaitulukina
Mathis Vaitulukina (* 4. August 2004 in Talence) ist ein französischer Leichtathlet, der sich auf den Weitsprung spezialisiert hat.

## Sportliche Laufbahn
Erste internationale Erfahrungen sammelte Mathis Vaitulukina im Jahr 2023, als er bei den U20-Europameisterschaften in Jerusalem mit einer Weite von 7,45 m den zehnten Platz belegte und der französischen 4-mal-400-Meter-Staffel zum Finaleinzug verhalf und damit zum Gewinn der Bronzemedaille beitrug. 2025 belegte er bei den U23-Europameisterschaften in Bergen mit 7,93 m den fünften Platz.
2025 wurde Vaitulukina französischer Hallenmeister im Weitsprung.